# Villobas
Villobas es una localidad despoblada española perteneciente al municipio de Sabiñánigo, en la comarca del Alto Gállego, provincia de Huesca, Aragón.

## Geografía
Se enclava en el valle del río Guarga, zona que es también conocida como la Guarguera. El acceso hasta Villobas se hace por una pista que toma en el Molino de Villobas, en la carretera de la Guarguera, la A-1604.

## Historia
Actualmente despoblado, el pueblo de Villobas se levantó en un amplio llano en la margen derecha del río Guarga. Villobas fue abandonado en los primeros años de la década de los sesenta.

## Demografía

### Localidad
Datos demográficos de la localidad de Villobas desde 1900:
| --                    | -- | 33 | 21 | 18 | 7 | 4 | -- | -- | -- |
| (Fuente: IAEST e INE) |    |    |    |    |   |   |    |    |    |

- No figura en el Nomenclátor desde el año 1970.
- Datos referidos a la población de derecho.

### Antiguo municipio
Datos demográficos del municipio de Villobas desde 1842:
| 43            | -- | -- | -- | -- | -- | -- | -- | -- |
| (Fuente: INE) |    |    |    |    |    |    |    |    |

- Entre el censo de 1857 y el anterior, este municipio desaparece porque se integra en el municipio de Ordovés y Alavés.
- Datos referidos a la población de derecho, excepto en los censos de 1857 y 1860 que se refieren a la población de hecho.

## Arquitectura civil
Mantuvo tres casas abiertas durante el pasado siglo XX; hoy, solo casa Baja se encuentra en buen estado ya que es visitada regularmente por sus dueños.
Las otras dos viviendas se encuentran en ruina, además de los edificios de apoyo. Villobas es otro de los pueblos deshabitados situados en la llamada carretera de la Guarguera. 
Destacan las ruinas de la llamada casa Alta con una magnífica portada de acceso en arco de medio punto y una inscripción en la dovela superior en la que leemos "año 1836, José Artero".

## Monumentos
La iglesia está aislada a unos 200 metros al oeste del pueblo, fue construida a finales del siglo XVII bajo la advocación de la Purificación de Nuestra Señora. Consta de una sola nave de planta rectangular y cabecera plana. La torre se levanta sobre la cabecera y el coro y la puerta de acceso dovelada se sitúan a los pies.